# Ankaray
Ankaray är en 8,5 kilometer lång lättbana i Turkiets huvudstad Ankara. Den går nästan helt under jord, och skulle också kunna betecknas som en tunnelbana. 
Den byggdes av Siemens AG som en 
nyckelfärdig anläggning och invigdes den 30 aususti 1996. Linjen, som har beteckningen A1, går från  Dikimevi till AŞTİ och har 11 stationer varav 10 under jord. Den trafikeras av 77 meter långa tågsätt, hälften så långa som normala tunnelbanetåg.
På Kizilay station är det möjligt att byta till Ankaras tunnelbana och vid AŞTİ finns en stor busstation.
Ankaray räknas ibland som en del av Ankaras tunnelbana.